# Canal Shannon-Erne

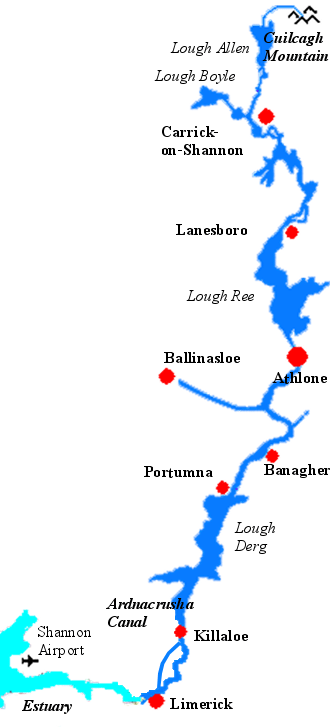
Mapa de Shannon.

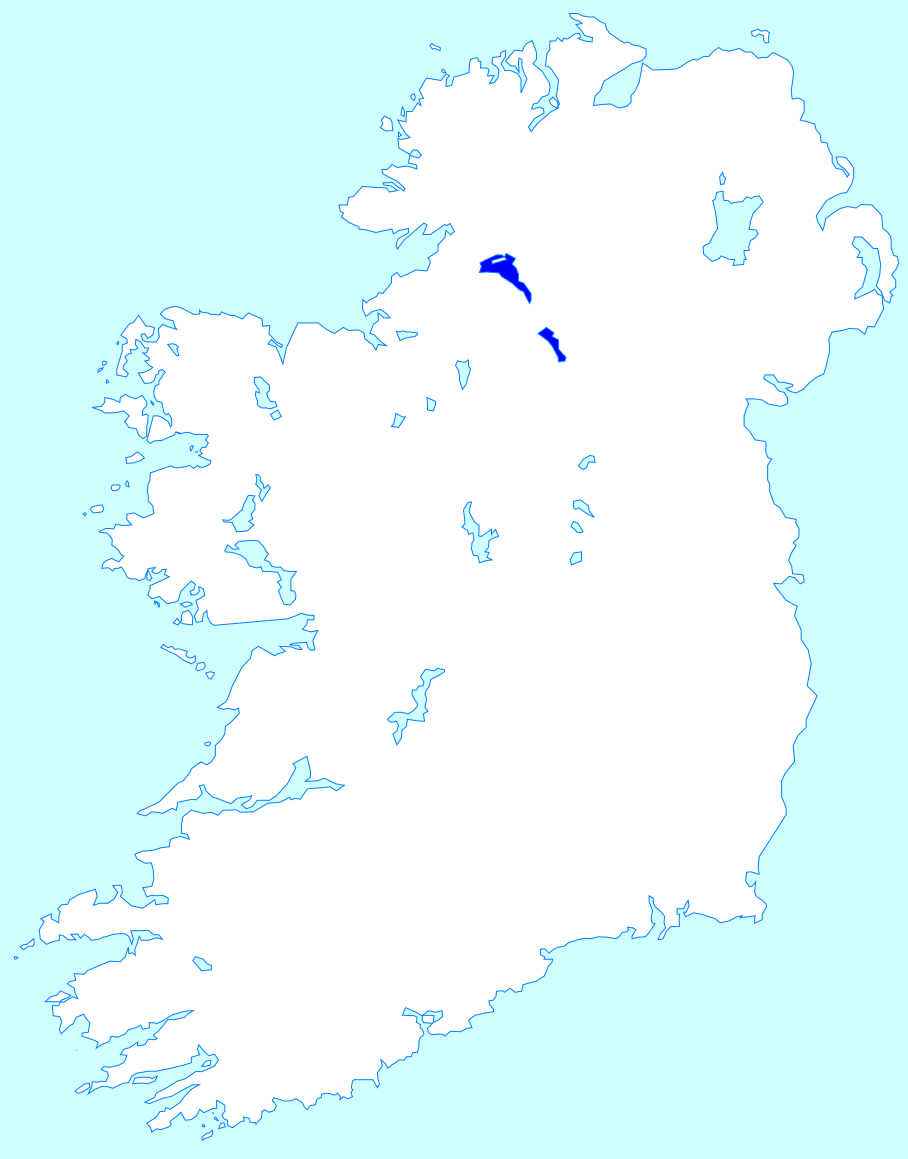
Mapa de localización de Lough Erne.

El canal Shannon-Erne es un canal consistente en una unión entre el río Shannon en la república de Irlanda, junto al río Erne en Irlanda del norte. Se encuentra bajo la dirección de la empresa Waterways Ireland, tiene una longitud de 63 km, posee 16 presas y va desde el pueblo de Leitrim en el condado de Leitrim, hasta la parte superior de Lough Erne, en el condado de Fermanagh. La apertura oficial del canal tuvo lugar en la presa de Corraguil en Teemore, el 23 de mayo de 1994.